# Mohammad Naderi (ur. 1984)
Mohammad Naderi (pers. محمد نادری; ur. 8 maja 1984) – irański zapaśnik walczący w stylu wolnym. Brązowy medalista mistrzostw Azji w 2015 i igrzysk wojskowych w 2015. Wojskowy mistrz świata w 2010 i 2013. Plażowy mistrz świata w 2015 i Azji w 2014 roku. 
Złoty medal igrzysk Azji zachodniej w 1997 roku.